# Miami Heat 2015-2016
La stagione 2015-16 dei Miami Heat fu la 28ª nella NBA per la franchigia.
I Miami Heat vinsero la Southeast Division della Eastern Conference con un record di 48-34. Nei play-off vinsero il primo turno con i Charlotte Hornets (4-3), perdendo poi la semifinale di conference con i Toronto Raptors (4-3).

## Roster
| N° | Naz.                   | Ruolo | Sportivo          | Anno | Alt. | Peso \|\| |
| -- | ---------------------- | ----- | ----------------- | ---- | ---- | --------- |
| 0  | Stati Uniti (bandiera) | G     | Josh Richardson   | 1993 | 198  | 91        |
| 1  | Stati Uniti (bandiera) | A     | Chris Bosh        | 1984 | 211  | 104       |
| 2  | Stati Uniti (bandiera) | A     | Joe Johnson       | 1981 | 201  | 109       |
| 3  | Stati Uniti (bandiera) | G     | Dwyane Wade       | 1982 | 193  | 96        |
| 4  | Stati Uniti (bandiera) | AC    | Josh McRoberts    | 1987 | 208  | 109       |
| 5  | Stati Uniti (bandiera) | C     | Amar'e Stoudemire | 1982 | 208  | 111       |
| 7  | Slovenia (bandiera)    | G     | Goran Dragić      | 1986 | 191  | 86        |
| 8  | Stati Uniti (bandiera) | G     | Tyler Johnson     | 1992 | 193  | 84        |
| 9  | Regno Unito (bandiera) | A     | Luol Deng         | 1985 | 206  | 100       |
| 11 | Stati Uniti (bandiera) | A     | Chris Andersen    | 1978 | 208  | 103       |
| 12 | Stati Uniti (bandiera) | AC    | Jarnell Stokes    | 1994 | 206  | 119       |
| 12 | Stati Uniti (bandiera) | G     | Brianté Weber     | 1992 | 188  | 75        |
| 14 | Stati Uniti (bandiera) | G     | Gerald Green      | 1986 | 201  | 93        |
| 15 | Stati Uniti (bandiera) | G     | Mario Chalmers    | 1986 | 188  | 86        |
| 19 | Slovenia (bandiera)    | G     | Beno Udrih        | 1989 | 191  | 93        |
| 20 | Stati Uniti (bandiera) | A     | Justise Winslow   | 1996 | 201  | 102       |
| 21 | Stati Uniti (bandiera) | C     | Hassan Whiteside  | 1989 | 213  | 107       |
| 32 | Stati Uniti (bandiera) | A     | James Ennis       | 1990 | 201  | 95        |
| 40 | Stati Uniti (bandiera) | A     | Udonis Haslem     | 1980 | 203  | 107       |

### Staff tecnico
- Allenatore: Erik Spoelstra
- Vice-allenatori: David Fizdale, Juwan Howard, Keith Smart
- Vice-allenatori per lo sviluppo dei giocatori: Chris Quinn
- Preparatore fisico: Bill Foran
- Preparatore atletico: Jay Sabol